# Elízabeth Hazim
Elizabeth Hazim González (1962) es ingeniera y maestra de ajedrez de República Dominicana. En 2014 fue campeona nacional de ajedrez y es promotora de esa disciplina en espacios públicos, motivando de mujeres jóvenes a incursionar en esa disciplina. Fue presidenta de la Federación Dominicana de Ajedrez, fundadora de la fundación de ajedrez llamada Liss Chess Foundation y organizadora de importantes torneos.

## Trayectoria
Inició a jugar ajedrez de manera informal a los 14 años. No fue sino hasta los 16 años que comenzó a participar en torneos intercolegiales. El primer campeonato en que participó fue en 1982, quedando en el equipo olímpico para participar en la olimpiada que se celebró en Suiza, pero solo el equipo masculino compitió. Dos años más tarde quedó nuevamente en el equipo olímpico para la competencia de Dubái, a la que sí asistió la selección femenina. En 1990 representa al país en Novi Sad, Yugoslavia.
En cinco ocasiones fue miembro del equipo olímpico femenino dominicano, alcanzando siempre más del 50 % de la puntuación. En el periodo 1994-1996, ocupó la presidencia de la Federación Dominicana de Ajedrez. Durante su gestión logró darle a la federación un local, bien del que carecía.
Su participación en el XXXIV Campeonato Nacional de Ajedrez Femenino, celebrado en los salones del Comité Olímpico Dominicano, le mereció un puesto en la delegación para las Olimpiada de Ajedrez en Rusia ese mismo año.
En 2011 Hazim se corona como Campeona nacional de ajedrez, competencia en la que derrotó en un partido 3 x 1 a la joven Darlin Villar Acevedo. Hasta este momento, Hazim, había sido subcampeona en varias ocasiones.
En el torneo nacional femenino superior de ajedrez de 2015, Elizabeth Hazim representante del Distrito Nacional empató con Lisbeth Alfaut.
En la Olimpíada Mundial de ajedrez 2018, Elizabeth Hazim le da la  primera victoria de la jornada a República Dominicana, derrotando a Tailandia.
El 8 de marzo de 2008 celebró la apertura de la fundación Liss Chess Foundation, entidad sin fines de lucro que apoya y promueve el desarrollo del ajedrez en República Dominicana, de la cual Elizabeth Hazim es fundadora y presidenta.

## Honores
- El XXXIV Campeonato Nacional de Ajedrez Femenino de República Dominicana en 2011 fue dedicado en su nombre por a la labor y los aportes realizados a esa disciplina.[10][11]
- La Junta Central Electoral (JCE) premió a la jugadora por ganar el Campeonato Nacional de Ajedrez 2014.[12]